# Karl Harrer
Karl Harrer (8 de Outubro de 1890 – 5 de Setembro de 1926) foi um jornalista e político alemão, e um dos membros fundadores do "Deutsche Arbeiterpartei" (Partido dos Trabalhadores Alemães, DAP), em Janeiro de 1919, antecessor do Nationalsozialistische Deutsche Arbeiterpartei (Partido Nacional Socialista Alemão dos Trabalhadores, NSDAP ou Partido Nazi).

## Biografia
Harrer foi "encarregado" pela Sociedade Thule para tentar influenciar politicamente os trabalhadores alemães em Munique após o fim da Primeira Guerra Mundial. Na época, Harrer era um repórter de um jornal de extrema-direita. Harrer convenceu Anton Drexler e várias outras personalidades para formar o Politischer Arbeiter-Zirkel (Círculo Político dos Trabalhadores) em 1918. Os seus membros reuniam-se periodicamente para discutir temas como o nacionalismo e do racismo dirigido contra os judeus. Embora Harrer preferisse que o pequeno grupo se mantivesse um clube nacionalista semi-secreto, Drexler queria torná-lo um partido político. Daí em diante,  Drexler propôs a fundação do DAP em Dezembro de 1918. Em 5 de Janeiro de 1919, o DAP foi fundado, envolvendo não só Harrer e Drexler, mas também Gottfried Feder e Dietrich Eckart. Com a fundação do DAP, Drexler foi eleito presidente e Harrer foi nomeado "Presidente do Reich", um título honorário. O DAP foi o antecessor do Nationalsozialistische Deutsche Arbeiterpartei (Partido Nacional Socialista Alemão dos Trabalhadores, o Partido NSDAP) comummente conhecido como Partido Nazi.
Harrer foi ficando cada vez mais descontente com a direcção para a qual o partido estava a ir depois de Adolf Hitler se ter tornado uma força influente no seu interior. No início de 1920, Hitler decidiu cortar a ligação entre o partido e a Sociedade de Thule, e redefinir as políticas do DAP. Em 24 de Fevereiro de 1920, no Staatliches Hofbräuhaus in München, Hitler, pela primeira vez, enuncia os vinte e cinco pontos do manifesto do Partido dos Trabalhadores Alemães que tinha sido elaborado por Drexler, Feder, e Hitler. A importância desta acção - expandir o perfil público do partido -  era tal que Harrer demitiu-se do partido, em desacordo, pois ele achava que devia ser um grupo de elite semi-secreto, em vez de um movimento popular em massa. A Sociedade Thule caiu em declínio, e foi dissolvida cerca de cinco anos mais tarde, bem antes de Hitler chegar ao poder.